# Kristi förklaring (Rafael)
Kristi förklaring är en oljemålning av den italienske renässanskonstnären Rafael. Den målades 1518–1520 och ingår i samlingarna på Vatikanmuseerna. 
Målningen är en altartavla, egentligen uppdelad i en övre och en undre bild och var ofullbordad vid konstnärens död. Den övre bilden skildrar Kristi förklaring, ett vanligt motiv inom konsten och beskrivet i de synoptiska evangelierna (Matteusevangeliet 17:1–8, Markusevangeliet 9:2–8, Lukasevangeliet 9:28–36). Bilden visar hur Jesu gestalt förvandlades ("förklarades") på berget Tabor vid Nasaret, och blir lysande som tecken på hans himmelska härlighet. Vid hans sida avbildas Elia (till vänster) och Mose som både erkänner att Jesus fullbordar lagen och uppfyller profetiorna. För att bevara hemligheten om att han är Messias förbjöd Jesus sina vittnen (Petrus, Jakob och Johannes som avbildas liggande under honom) att tala om för någon vad de sett förrän han uppstått på den tredje dagen efter sin död på korset. 
I den undre bilden i förgrunden skildras den berättelse som följer i evangelierna om hur övriga nio lärjungar misslyckas, på grund av bristande tro, med att bota en pojke med fallandesjuka, klädd i blått. Det är först när Jesus kommer tillbaka från Tabor som pojken kan botas.
Kardinal Giulio de' Medici (från 1523 påve Clemens VII) beställde 1516 två målningar för katedralen i Narbonne i Sydfrankrike dit han kommit som nyutnämnd ärkebiskop. Den ena var Lazarus uppväckande och anförtroddes Sebastiano del Piombo och den andra var Rafaels Kristi förklaring. Tavlan var ofullbordad vid Rafaels tidiga död 1520 och visst efterarbete utfördes av konstnärens elever Giulio Romano och Gianfrancesco Penni. Den skickades dock aldrig till Narbonne; i stället donerade Giulio de' Medici den 1523 till kyrkan San Pietro in Montorio i Rom, där den placerades över högaltaret. 
År 1797, efter freden i Tolentino mellan Napoleon I och påven Pius VI, togs detta verk, liksom många andra, till Paris för att ställas ut i Louvren. Efter Napoleons fall återfördes tavlan 1816 till Rom där den ställdes ut på Vatikanmuseerna.
Giorgio Vasari, som skrev biografier över italienska konstnärer i Berömda renässanskonstnärers liv, beskrev Rafaels Kristi förklaring som "den mest kända, den vackraste och mest gudomliga". Gianfrancesco Penni målade en kopia på 1520-talet som idag ingår i Pradomuseets samlingar.